# Carnevale di Nizza
Il Carnevale di Nizza è, insieme al Carnevale di Rio de Janeiro e al Carnevale veneziano, uno dei principali eventi carnevaleschi del mondo. Si svolge ogni anno a febbraio e talvolta all'inizio di marzo (a seconda della data mobile del Carnevale nel Calendario gregoriano) a Nizza, in Costa Azzurra.

## Storia
L'esistenza del Carnevale di Nizza  è certificata fin dal 1294, quando il conte di Provenza, Carlo II d'Angiò, scrisse di aver passato a Nizza "i gioiosi giorni del carnevale".
Nel 1873 un cittadino nizzardo ,tabunamok, creò un comitato per il Carnevale guidato dall'artista locale Alexis Mossa, che ideò una parata di carri e maschere e concorsi.
In epoca moderna, il Carnevale prevede che venga scelto un tema, in relazione al quale gli artisti creano dei carri allegorici e delle figure in cartapesta che poi sfilano per il centro cittadino partendo dalla Place Masséna, mentre sulla Promenade des Anglais si svolgono le "battaglie dei fiori". La festa dura 15 giorni e si conclude con una cerimonia di chiusura che prevede uno spettacolo pirotecnico e la cremazione della figura del Re del Carnevale.
A partire dal 2014 al classico carnevale si è aggiunta una celebrazione molto particolare chiamata "Lu Queernaval", evento ufficiale del carnevale e organizzato per celebrare i valori di accoglienza e i colori della bandiera arcobaleno e della cultura LGBTQ+. Nel 2023 l'edizione de "Lu Queernaval" è stata particolarmente apprezzata e celebrata dai nizzardi e dalla stampa in quanto è stato volutamente l'unico evento gratuito per poter permettere a tutti i cittadini di partecipare ed essere parte di questo importante evento per la comunità LGBTQ+ della Costa Azzurra.
Nel 2022  l'evento ha attirato a Nizza oltre centoquattromila visitatori.